# 盐皮质激素

醛固酮

脱氧皮质酮

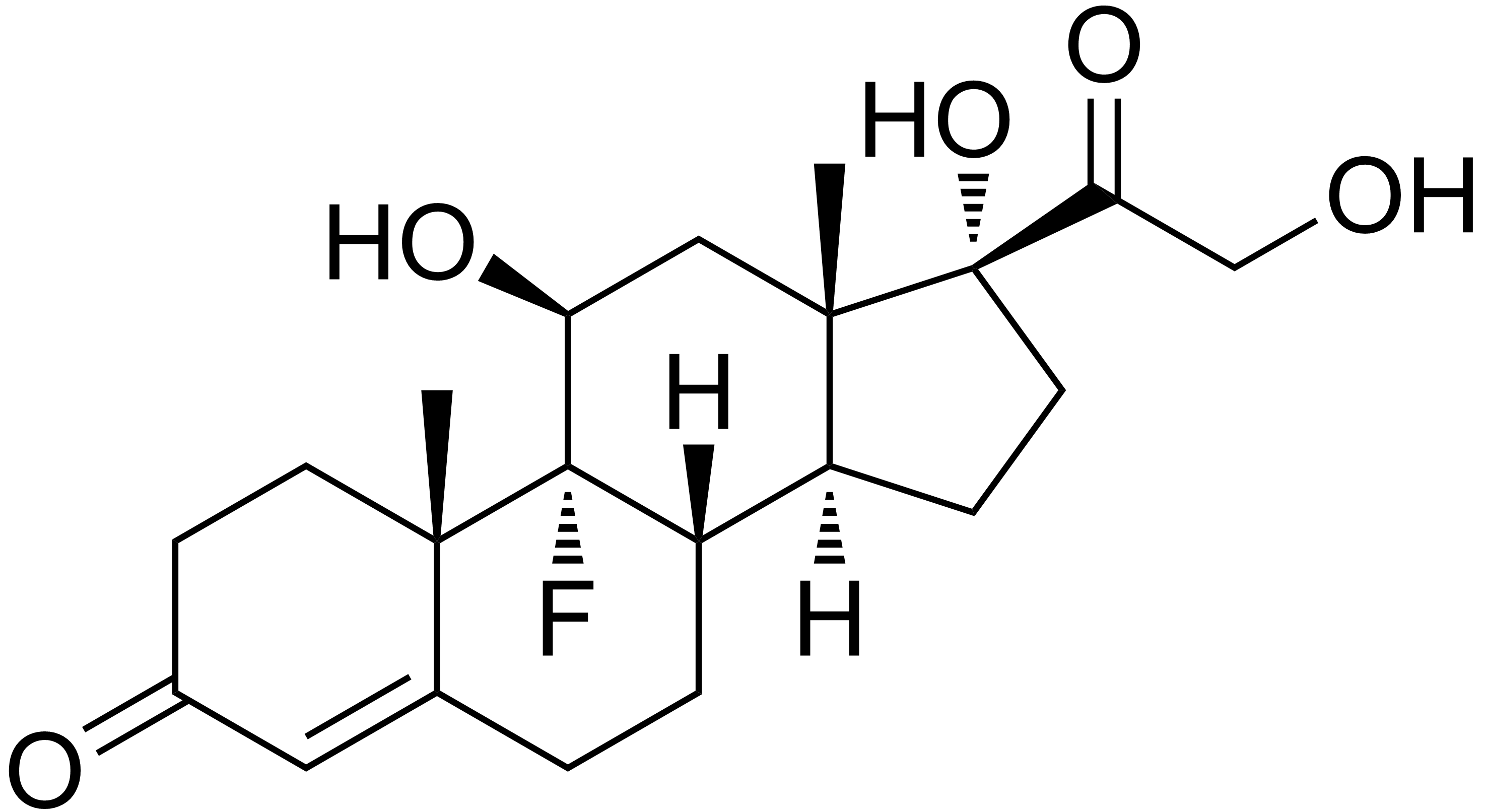
氟氢可的松

盐皮质激素（minerocorticoid）又称礦物皮質激素、盐皮质类固醇，簡稱鹽皮質素、礦物皮質素，是肾上腺皮质球状带分泌的由21个碳原子组成的皮质类固醇激素。如脱氧皮质酮和醛固酮，通过刺激钠的滯留和钾的排泄在水-电解质代谢中发挥作用。